# 莫希根萊克 (紐約州)
莫希根萊克（英語：Mohegan Lake）是位於美國紐約州西徹斯特縣的普查規定居民點。

## 人口
根據2020年美國人口普查的數據，莫希根萊克的面積為7.98平方千米，當中陸地面積為7.48平方千米，而水域面積為0.50平方千米。當地共有人口5896人，而人口密度為每平方千米738.85人。